# سیستم مدیریت محیط زیست

چرخه PDCA

سیستم مدیریت محیط زیست (انگلیسی: Environmental management system) یا «ای ام اس»، سیستمی از اطلاعات محیط زیست است که مجموعه فرایندها و آموزش‌ها و روش‌های مربوط به آموزش پرسنل، نظارت، جمع‌بندی و گزارش داده‌های تخصصی عملکرد زیست‌محیطی جهت ارائه به سهام‌داران داخلی و خارجی شرکت‌ها را آماده می‌کند.
گسترده‌ترین استانداردی که «ایی ام اس» بر اساس آن بنا شده‌است، سازمان بین‌المللی استانداردسازی ایزو ۱۴۰۰۰ (آی اس او) است که گزینه‌ای برای جایگزینی طرح حسابرسی و مدیریت محیط زیست می‌باشد.
سیستم اطلاعات مدیریت محیط زیست (ایی دی ام اس) یا سیستم مدیریت داده‌های زیست محیطی، یک راه حل فناوری اطلاعاتی برای ردیابی داده‌های زیست‌محیطی جهت ارائه به یک شرکت می‌باشد.

## اهداف
اهداف سیستم مدیریت محیط زیست، افزایش انطباق و کاهش زباله و ضایعات است:
- انطباق عملی برای دستیابی و حفاظت از حداقل استانداردهای قانونی محیط زیست است. درصورت فقدان این انطباق، ممکن است شرکت‌ها با مداخله دولت و جریمه مواجه شوند یا قادر به فعالیت نباشند.[۶]
- کاهش زباله فراتر از انطباق، اثرات زیست‌محیطی را کاهش می‌دهند. سیستم مدیریت محیط زیست، به توسعه، اجرا، مدیریت، هماهنگی و نظارت بر سیاست‌های زیست‌محیطی کمک می‌کنند. کاهش ضایعات و زباله در مرحله طراحی از طریق جلوگیری از آلودگی و به حداقل رساندن زباله آغاز می‌گردد. پایان چرخه حیات زباله‌ها با بازیافت کاهش می‌یابند.[۷]
- برای دست‌یابی به این اهداف، انتخاب سیستم‌های مدیریت محیط زیست، معمولاً منوط به معیارهای مشخصی شامل موارد زیر است: توانایی اثبات شده در مدیریت داده‌های فرکانس بالا، شاخص‌های عملکرد بالا، پردازش شفاف داده‌ها، موتور محاسبات قدرتمند، فاکتورهای شخصی‌سازی شده، قابلیت‌های ادغام، اتوماتیک‌سازی گردش کار، فرایندهای کنترل کیفیت و گزارش عمیق و انعطاف‌پذیر.[۸]

برای دستیابی به این اهداف، انتخاب سیستم‌های مدیریت محیط زیست معمولاً منوط به معیارهای مشخصی شامل موارد زیر است: توانایی اثبات‌شده برای مدیریت داده‌های فرکانس بالا، شاخص‌هایی با عملکرد قوی، پردازش شفاف داده‌ها، موتور محاسبه‌گر قدرتمند، فاکتورهای شخصی‌سازی شده، چندین مورد قابلیت‌های یکپارچه‌سازی چندگانه، خودکارسازی گردش کار و فرآیندهای کنترل کیفیت و گزارش عمیق و انعطاف‌پذیر.

## ویژگی‌ها
ویژگی‌های یک سیستم مدیریت محیط زیست (ایی ام اس):
- این سیستم به عنوان یک ابزار، یا فرایندی، برای بهبود بیشتر عملکرد اطلاعات زیست‌محیطی و همچنین طراحی، کنترل آلودگی و به حداقل رساندن زباله، آموزش، گزارش به مدیریت ارشد و تعیین اهداف خدمت می‌کند.
- روشی سیستماتیک برای مدیریت امور زیست‌محیطی را فراهم می‌کند.
- وجهی از ساختار مدیریت مربوط به سازمان محیط زیست است، که به تأثیرات فوری و بلند مدت محصولات، خدمات و فرآیندهای آن می‌پردازد. ای ام اس همچنین به سیاست‌های برنامه‌ریزی، کنترل و نظارت بر سازمان محیط زیست کمک می‌کند.[۱۱]
- به سازمان‌ها نظم و سازگاری می‌دهد تا از طریق تخصیص منابع، تعیین مسئولیت و ارزیابی مستمر شیوه‌ها، رویه‌ها و فرایندها، به نگرانی‌های زیست‌محیطی بپردازند.
- خرید سهام زیست‌محیطی مدیریت و کارمندان را انجام می‌دهد و مسئول و پاسخگوی آنرا تعیین می‌کند.
- چارچوبی را برای آموزش جهت دست‌یابی به اهداف و عمل‌کرد مطلوب سیستم تنظیم می‌کند.
- به درک بهتر الزامات قانون‌گذاری برای اثربخشی بهتر محصول اهمیت داده و به اولویت‌ها و اهداف محصول یا خدمات، کمک می‌کند.

## مدل مدیریت محیط زیست
مدیریت محیط زیست از چرخه پی دی سی پیروی می‌کند. نمودار روند توسعه سیاست‌های زیست محیطی، برنامه‌ریزی و سپس اجرای آن را نشان می‌دهد. این فرایند همچنین شامل بررسی سیستم و عمل کردن به قوانین آن است. این نوع مدیریت به‌طور مستمر عمل می‌کند، زیرا مدیریت محیط زیست فرآیندی است برای بهبود مستمر، به‌طوریکه سیستم یک سازمان را دائماً بررسی و در آن تجدیدنظر می‌کند.
این مدلی است که می‌تواند برای طیف وسیعی از سازمانها جهت امکانات تولیدی، صنایع غذایی وسازمان‌های دولتی مورد استفاده قرار گیرد.

## اعتبارسنجی
سیستم‌های اطلاعات مدیریت داده‌های زیست‌محیطی (ای دی ام اس) برای استانداردهای عملکرد و روش‌های آزمون خود می‌توانند تحت نظر طرح صدور گواهینامه نظارت (ام سی ایی آر تی اس، یعنی طرح صدور گواهینامه نظارت بر آژانس محیط زیست انگلستان و ولز) معتبر شناخته شوند.